# Chissà dove sarai
Chissà dove sarai è un singolo del cantautore italiano Motta, pubblicato il 9 novembre 2018 come quarto estratto dall'album Vivere o morire.

## Video musicale
Il video musicale, diretto da Marco+Maria, è stato pubblicato il 3 novembre 2018 sul canale YouTube del cantautore.